# Milan Lipner
Milan Lipner (24. července 1952 Praha – 13. ledna 2012) byl český socioterapeut, psychoterapeut (dává přednost systemickému paradigmatu). Pracoval nejen v praxi, ale také výzkumně. Externě uvedl seminář na Fakultě architektury Vysokého učení technického v Brně s programem ´Zdravotnické, psychologické a sociální předpoklady bydlení lidí s handicapem, zejména seniorů´. Pracuje i vědecky, publikuje články v odborných časopisech, je autorem odborných publikací i spoluautorem odborných publikací; je též autorem kapitol v kolektivních publikacích. Je externím terapeutem linky důvěry. Působí jako lektor a supervizor; vede výcviky v socioterapii, jejichž východiskem (nikoli však jediným) je systemický přístup v pomáhajících profesích.

## Biografie
Po studiích se odmítl zapojit do vrstvy pasivních občanů; nijak se netajil svými odlišnými názory na tzv. ‚reálný socialismus‘, takže vlastně celou dobu normalizace až do Sametové revoluce v listopadu 1989 pracoval jen tam, kde mu to bylo umožněno; například jako topič, noční hlídač, figurant, uklízeč apod.
Hned od listopadu 1989 se začal věnovat činnosti v občanském fóru pedagogů, posléze nastoupil jako vedoucí Odboru sociální péče a zdravotnictví v Praze 13. Od roku 1991 pracoval jako ředitel dětského domova, také jako vedoucí projektu Armády spásy pro pomoc ženám ohroženým sociálně či domácím násilím. Ve svých výzkumech se také věnoval viktimologické problematice, především otázce domácího násilí na ženách. Byl také prvním ředitelem Odboru rodinné politiky Ministerstva práce a sociálních věcí České republiky, který vlastně vybudoval.
Řadu let byl členem [http://www.vlada.cz/cz/ppov/rnno/zakladni-informace-767/ Rady vlády pro nestátní neziskové organizace. Po několik funkčních období byl členem Představenstva Diakonie Českobratrské církve evangelické, později členem Dozorčí rady Diakonie Českobratrské církve evangelické. Mnoho roků byl předsedou správní rady Moravskoslezské regionální nadace, z které později vznikl Moravskoslezský ústav sociálních analýz (M.Ú.S.A.), jehož byl ředitelem. Výrazně se zasazoval o zlepšení pozice nestátních neziskových organizací, byl místopředsedou Stálé komise oborové konference nevládních neziskových organizací působících v sociální a zdravotně-sociální oblasti SKOK. Po mnoho roků byl členem a později i předsedou redakční rady odborného časopisu pro pracovníky v sociálních službách SOCIÁLNÍ PÉČE.
Při katastrofálních povodních v roce 1997 na Moravě byl vedoucím a koordinátorem štábu nestátních neziskových organizací, které se podílely na pomoci postiženým obcím a městům ve Slezsku. V této souvislosti byl oceněn Výborem dobré vůle – Nadací Olgy Havlové za vynikající projekty.

## Odborná činnost
V odborné oblasti se věnuje zejména rozvoji socioterapie a psychoterapie, je vydavatelem a vedoucím redaktorem internetového speciálu SOCIOTERAPIE.cz. Pracuje také v oblasti aplikovaného i základního výzkumu, publikuje odborné texty v českých i zahraničních periodikách.
Mimo jiné se také podílel na řešení výzkumného záměru MSM 195200007 - Regionální trh práce a jeho specifika (RIV/47813059:19520/99:00000334), realizovaného Slezskou univerzitou, Obchodně podnikatelskou fakultou v Karviné; realizoval také výzkumy šetření postojů členů Českobratrské církve evangelické.
Ve spolupráci s Helenou Kolibovou se věnovali problematice romské minority z pohledu vysokoškolských studentů na severní Moravě a ve Slezsku. Analýze regionu věnoval pozornost i v další práci.

## Umělecké zájmy
Milan Lipner je také básník; od mládí píše poezii, jedna dnes již nedostupná sbírka básní kolovala jako samizdat mezi mnoha lidmi, až se nakonec ztratila. Začal publikovat svou poezii na svém webu; a to nejen nově vznikající básně, jako je třeba sbírka Z NOCIDNE, kde všechny básně jsou vytvořeny podle počtu znaků standardní SMS, ale uveřejňuje i starší básně, jako třeba experimentální sbírku Zprávy expedice dodané zapomnětlivým.
Má i další umělecké zájmy, kterým se věnuje jen amatérsky. Je to malování obrázků a keramická tvorba.
Rád si zahraje na kytaru; což využívá například při programech, kdy kombinuje hudební složku s tématy odbornými, zejména takovými, které dosud nejsou v povědomí veřejnosti dostatečně rozšířeny. V klubech ve známé Stodolní ulici v Ostravě realizoval program Woman Is The Nigger of the World (Žena je otrokyní světa - John Lennon), upozorňující na problematiku násilí na ženách, kde kombinoval folkové blues s poezií a s příběhy žen, obětí domácího násilí.

## Účast na konferencích
- NÁRODNÍ CENTRUM PRO RODINU; VÝBOR PRO ZDRAVOTNICTVÍ A SOCIÁLNÍ POLITIKU SENÁTU PARLAMENTU ČR[18]; SOZIALINSTITUT DER KAB SÜDDEUTSCHLANDS FÜR ARBEITNEHMERBILDUNG, STRAHLFELD; INSTITUT FÜR EHE UND FAMILIE,WIEN[19]
- FUNGUJÍCÍ RODINA – ZÁKLADNÍ ZDROJ DLOUHODOBÉ EKONOMICKÉ PROSPERITY STÁTU (SBORNÍK Z ČESKO-NĚMECKO-RAKOUSKÉ KONFERENCE)[20]
- Konference Bydlení seniorů (23. listopadu 2004)[21]
- Asociace poskytovatelů sociálních služeb ČR
- Odborná konference Restriktivní opatření v zařízeních sociální péče, Tábor, tř. 9. května 2471 (26. června, 2008)[22][23]
- Konference o rozšíření Evropské unie v Bruselu[24]
- Konference Péče 2001 - 21. a 22. září – Jirkov (zpráva: Prof. PhDr. RNDr. Helena Haškovcová, CSc.[25])
- 6. VEŘEJNÉ SLYŠENÍ SENÁTU NA TÉMA: „ZÁKON O SOCIÁLNÍ POMOCI“, konané dne 10. června 2003 od 9.00 hodin v Hlavním sále Valdštejnského paláce (Příspěvek Milana Lipnera ze stenogramu[26][27]).